# 러셀 (기업)
주식회사 러셀(영어: Russell)은 대한민국의 반도체 장비 리퍼비시 기업이다.